# Stazione di Ilci-Pian dei Mori
La stazione di Ilci-Pian dei Mori è una fermata ferroviaria della Ferrovia Centrale Umbra. Serve la località di Ilci, in comune di Todi, in provincia di Perugia.
È gestita da Rete Ferroviaria Italiana.

## Movimento
Al 2024, la stazione è priva di traffico ferroviario.